# Kupa na Sŭvet·skata armiya 1973-1974
La Coppa dell'Esercito sovietico 1973-1974 è stata la 29ª edizione di questo trofeo, e la 34ª in generale di una coppa nazionale bulgara di calcio, terminata il 10 agosto 1974.  Il CSKA Sofia ha vinto il trofeo per la nona volta.

## Primo turno
| Squadra 1            | Risultato   | Squadra 2         |
| -------------------- | ----------- | ----------------- |
| Lokomotiv Plovdiv    | 2 – 1       | Haskovo           |
| Botev Plovdiv        | 0 – 1       | Sliven            |
| Slavia Sofia         | 1 – 0       | Bdin              |
| Hebăr Pazardžik      | 4 – 1       | Pirin Blagoevgrad |
| Spartak Varna        | 1 – 0       | FC Tryavna        |
| Liteks Loveč         | 0 – 2       | Jantra Gabrovo    |
| Montana              | 1 – 0       | Spartak Pleven    |
| FK Černomorec Burgas | 3 – 1       | Rodopa Smoljan    |
| Beroe                | 5 – 0       | Tundzha Yambol    |
| Dunav Ruse           | 5 – 0       | Vatev Beloslav    |
| Svoboda Milkovitsa   | 0 – 1       | Botev Vraca       |
| FK Etăr              | 3 – 2       | Dobrudža          |
| Minjor Pernik        | 1 – 0       | Marek Dupnica     |
| Benkovski Isperih    | 1 – 4       | Černo More Varna  |
| N.S.A. Vasil Levski  | 0 – 1 (dts) | Lokomotiv Sofia   |
| Akademik Sofia       | 7 – 0       | Strumska Slava    |

## Ottavi di finale
| Squadra 1        | Totale      | Squadra 2            | Andata | Ritorno |
| ---------------- | ----------- | -------------------- | ------ | ------- |
| Hebăr Pazardžik  | 3 – 3 (gfc) | Lokomotiv Plovdiv    | 1 - 1  | 2 - 2   |
| FK Etăr          | 3 – 1       | Lokomotiv Sofia      | 3 - 1  | 0 - 0   |
| Botev Vraca      | 2 – 4       | Spartak Varna        | 2 - 1  | 0 - 3   |
| Jantra Gabrovo   | 2 – 6       | Slavia Sofia         | 2 - 3  | 0 - 3   |
| Akademik Sofia   | 8 – 3       | Sliven               | 6 - 0  | 2 - 3   |
| Dunav Ruse       | 3 – 1       | Beroe                | 2 - 1  | 1 - 0   |
| Montana          | 3 – 11      | FK Černomorec Burgas | 1 - 2  | 2 - 9   |
| Černo More Varna | 5 – 5 (gfc) | Minjor Pernik        | 4 - 3  | 1 - 2   |

## Quarti di finale
| Squadra 1       | Totale      | Squadra 2            | Andata | Ritorno |
| --------------- | ----------- | -------------------- | ------ | ------- |
| Slavia Sofia    | 4 – 2       | FK Černomorec Burgas | 4 - 1  | 0 - 1   |
| Hebăr Pazardžik | 2 – 2 (gfc) | Akademik Sofia       | 2 - 1  | 0 - 1   |
| Dunav Ruse      | 2 – 3       | Minjor Pernik        | 2 - 1  | 0 - 2   |
| FK Etăr         | 2 – 1       | Spartak Varna        | 2 - 1  | 0 - 0   |

## Semifinali
Il CSKA Sofia e Levski Sofia vengono esentate dal partecipare ai turni precedenti e direttamente fatte debuttare in semifinale poiché la maggioranza dei propri giocatori era stata convocata dalla Nazionale di calcio della Bulgaria che partecipò ai Mondiali di Germania Ovest 1974.

### Primo Turno
| Squadra 1      | Risultato   | Squadra 2    |
| -------------- | ----------- | ------------ |
| Akademik Sofia | 1 – 0       | Slavia Sofia |
| Minjor Pernik  | 3 – 1 (dts) | FK Etăr      |

### Secondo Turno
| Squadra 1    | Risultato | Squadra 2      |
| ------------ | --------- | -------------- |
| CSKA Sofia   | 1 – 0     | Akademik Sofia |
| Levski Sofia | 2 – 1     | Minjor Pernik  |

## Finale
| Arbitro: | Tsvetan Stanev |

|                         |           |             |
| Marašliev 9’ Kolev 101’ | Marcatori | 65’ Cvetkov |